# Diocese de Bagé
A Diocese de Bagé (Dioecesis Bagensis) é uma divisão territorial da Igreja Católica, na cidade de Bagé, no estado do Rio Grande do Sul.

## Histórico
A Diocese foi criada no dia 25 de junho de 1960 com a Bula Quo Divino do Papa João XXIII e instalada no dia 24 de outubro do mesmo ano. Alguns meses depois, em 25 de março de 1961, foi nomeado seu primeiro Bispo, Dom José Gomes.

## Território
É composta de 16 paróquias, em 12 municípios. Municípios de Bagé (1846), Lavras do Sul (1882), Santana do Livramento (1857), Dom Pedrito (1864), São Gabriel (1846), Rosário do Sul (1875?), Pinheiro Machado (1878), Hulha Negra (1992), Candiota (1992), Aceguá (1996), Pedras Altas (1996) e Santa Margarida do Sul (1996). 

## Bispos
|                 | Nome                               | Período   | Notas                          |
| Bispos          | Bispos                             | Bispos    | Bispos                         |
| --------------- | ---------------------------------- | --------- | ------------------------------ |
| 5º              | Cleonir Paulo Dalbosco, O.F.M.Cap. | 2018      |                                |
| 4º              | Gílio Felício                      | 2002-2018 | bispo emérito                  |
| 3º              | Laurindo Guizzardi, C.S.           | 1982-2001 | Nomeado Bispo de Foz do Iguaçu |
| 2º              | Angelo Félix Mugnol                | 1969-1982 |                                |
| 1º              | José Gomes                         | 1961-1968 | Nomeado Bispo de Chapecó       |
| Bispo-coadjutor |                                    |           |                                |
|                 | Laurindo Guizzardi, C.S.           | 1982      |                                |